# Karleby
För andra betydelser, se Karleby (olika betydelser).
Karleby (finska: Kokkola) är en stad i landskapet Mellersta Österbotten i Finland. Staden har 47 909 invånare och en yta på 2 730,8 km².
Karleby är en tvåspråkig stad med finska (~84 %) som majoritetsspråk och svenska (~13 %) som minoritetsspråk. En stor andel av de svenskspråkiga bor inom gränserna för de tidigare Öja och Karleby kommuner.
Karleby sammanslogs med kommunerna Kelviå, Lochteå och Ullava den 1 januari 2009.
Staden hette på svenska Gamlakarleby till 1 januari 1977, då staden Gamlakarleby sammanslogs med den omgivande landskommunen, Karleby kommun, finska Kaarlela. Staden tog då landskommunens svenska namn till sitt svenska namn, efter mycket diskussion.
Karleby gränsar till Halso, Kalajoki, Kannus, Kaustby, Kronoby, Lestijärvi, Larsmo och Toholampi.
Karleby firade sitt 400-årsjubileum år 2020.
Stadens administrativa centrum, tätorten Karleby centraltätort, har 36 705 invånare (2017).

## Historia
Ortnamnet Karleby var i bruk redan på medeltiden. I de historiska dokument som har bevarats återfinns det redan 1375. Då hade flickan Helena, Laurentius Torissons dotter, från "Karlaby" i Pedersöre socken, som man skrev, gått vilse och vandrat i skogen i 10 dagar utan mat. Efter att byborna gett upp skallgången lovade hennes far den Heliga Birgitta att han skulle göra en vallfärd till Vadstena om dottern återfanns levande. Nästa dag hittade Helena ett boskapsdjur ute i skogen, som hon kunde följa hem. Tillsammans med bybor gjorde Laurentius och Helena sedan en pilgrimsresa till Vadstena, där deras berättelse om miraklet skrevs ner.
Gamlakarleby var en av de 15 städer som Gustav II Adolf grundlade. Grundläggningsbrevet för "Gamble Karlebij" är utfärdat den 7 september 1620. Kungen skrev grundläggningsbrevet på morgonen, och på eftermiddagen samma dag grundade han en annan stad strax bredvid som fick namnet Nykarleby. Sitt finska namn, Kokkola (ordagrant "vårdkaseplatsen"), anses staden ha erhållit efter fyra vid Sundet belägna stora stenar, på vilka örnar (örn=kotka, kokko) berättats ha plägat slå sig ner. Den forna viken skulle i enlighet härmed ha benämnts Kokkolahti som efter tidens gång förvanskades till Kokkola.
Karleby och Nykarleby har samma stadsmärke i sina sigill: en brinnande tjärtunna med tre eldflammor ursputande ur tvenne bottnar. Det som skiljer dem åt är att Nykarlebys tunna är stående, men med två eldsflammor utsprutande från motstående sidor av tunnan och med en tredje låga utsprutande ur övre botten medan Gamla Karlebys är liggande. Tjärtunnan är en symbol för denna näring som länge spelade en stor roll för staden. Karleby har tidigare haft färjeförbindelse med Skellefteå.

## Geografi

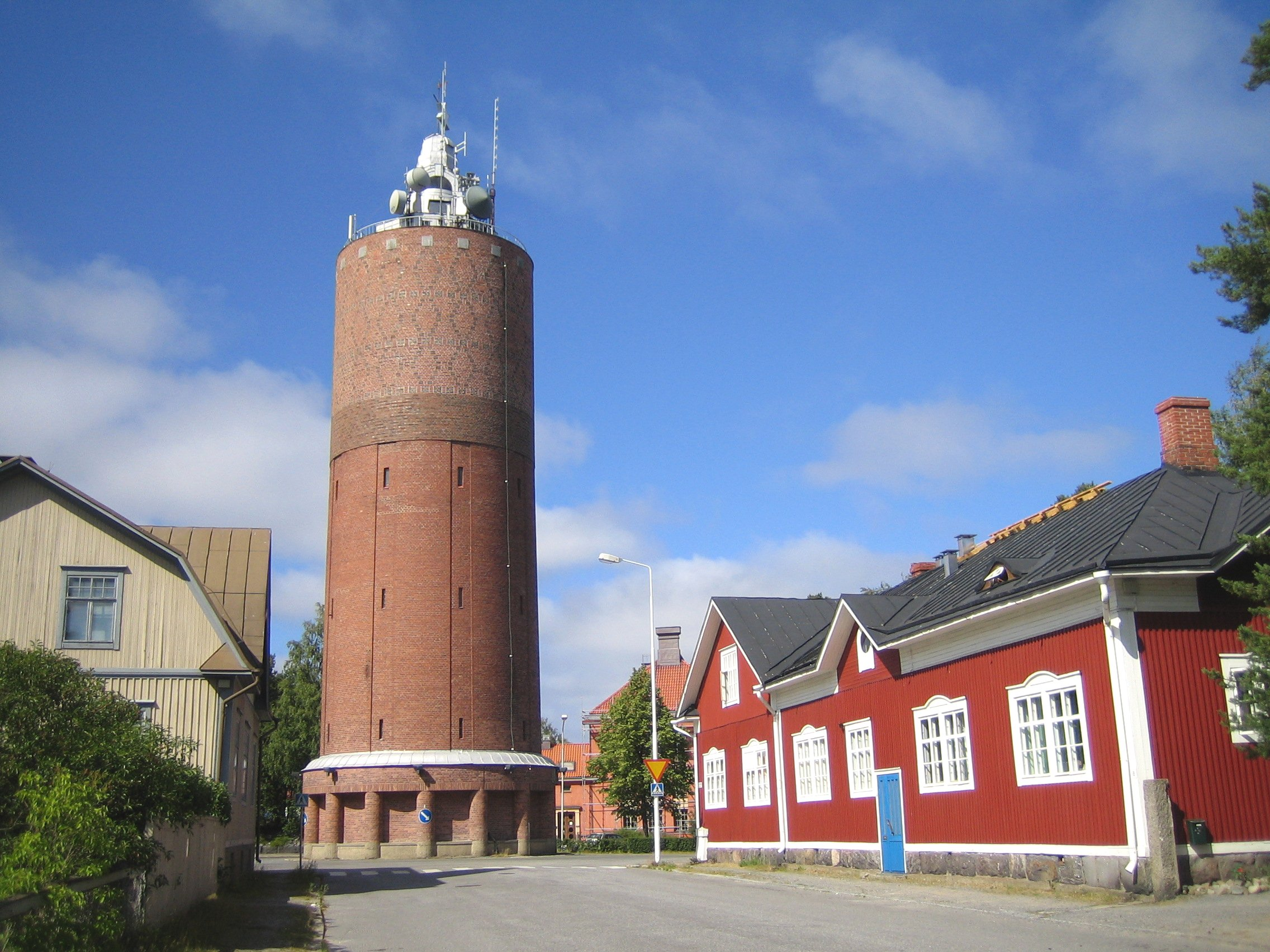
Gamla vattentornet.

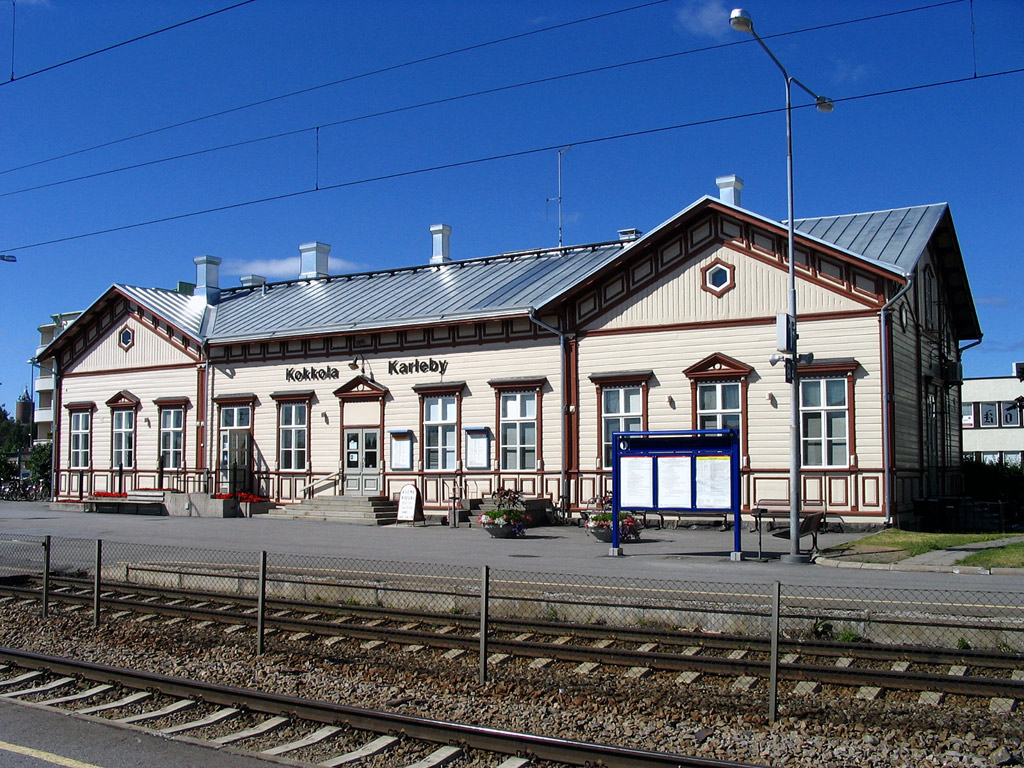
Karleby järnvägsstation.

Öja var tidigare en egen kommun, men slogs 1969 samman med Karleby. 2009 blev kommunerna Kelviå, Lochteå och Ullava delar av Karleby.
Inom Gamlakarleby finns byarna och bosättningsområdena Hakalax (fi. Hakalahti), Junnil (fi. Junnila), Mesil (fi. Mesilä), Neristan (fi. Vanhakaupunki), Skrammelbacken (med gamla vattentornet, fi. Kolumäki), Stenängen (fi. Kiviniitty), Storkisbacken (fi. Torkinmäki), Tullbacken (fi. Tullimäki), samt militärområdet Beckbruket (fi. Pikiruukki). Här finns också ån Stadssundet (fi. Sunti).
Övriga stadsdelar i staden är Björkhagen (fi. Koivuhaka), Haralandet (industriområde, fi. Jänismaa), Kyrkbacken (fi. Kirkonmäki), Lappilbacken (fi. Lappilanmäki), Lågland (fi. Matalamaa), Rytibacken (fi. Rytimäki), Tallåsen (fi.  Mäntykangas), Tjalibacka (stavas även Charlibacka), Villviken (fi. Villahti), Yxpila (bosättningsområde, hamn, storindustri, trafikplats för järnväg, fi. Ykspihlaja), Älvdalen (fi. Jokilaakso).
I kommunen finns byarna och bydelarna Biskopsbacken (gårdsgrupp i byn Palo, fi. Piispanmäki), Gamla varvet (gårdsgrupp och vik, fi. Vanha veistämö), Halkokari, Hassis (fi. Hassinen), Högsveden (fi. Korkeahuhta), Kallis (fi. Kallinen), Kaustar (fi. Kaustari), Kirilax (fi. Kirilahti), Knivsund (i Öja), Korplax (fi. Korpilahti), Kvikant (fi. Kuivakanta), Linnusperä, Långö (i Öja), Mjosund (del av Långö), Närvilä, Palo, Rödsö, Sandstrand (fi. Sannanranta), Storby (fi. Isokylä), Såka (fi. Sokoja), Tjäru (gårdsgrupp i Öja), Tjäruholmen (fi. Tervaholma), Vitick (fi. Vitikka), Vittsar och Åivo (fi. Oivu).
Här finns också öarna Brudskär (fi. Morsiussaari), Furuskäret (fi. Honkaluoto), Repskär, Trutklipporna, halvöarna Kåtölandet (i Öja), Mallot (fi. Marjaluoto), Trullön (fi. Trullevi), stranden Sandskata (fi. Laajalahti), fjärden Vargholmsfjärden (i Öja), viken Möllersviken (Möllerinlahti), Märaskär (en udde med sjöbevakningsstation) samt sundet Bysundet (i Öja). Vattendraget som mynnar vid Karleby heter Vetil å eller Perho å (fi. Perhonjoki, Vetelinjoki).
Lahnakoski är en liten by mellan Karleby och Nedervetil. I Lahnakoski finns Lindell Flower och Lahnakoski årfabrik.

## Politik

### Mandatfördelning i Karleby stad, valen 1976–2021
| 10 | 12 | 6 | 3 | 13 |  | 6 |

| 9 | 12 |  | 6 |  | 11 | 3 | 7 |

| 6 | 13 |  | 8 | 12 | 3 | 8 |

| 6 | 13 | 11 | 11 | 3 | 7 |

| 5 | 14 |  | 9 |  | 11 | 4 | 5 |

| 4 | 12 |  |  | 10 | 10 | 5 | 7 |

| 4 | 10 | 3 | 10 | 10 | 8 | 6 |

| 4 | 12 |  | 12 | 9 | 7 | 5 |

| 35 | 16 |

| 3 | 9 |  |  | 18 | 6 | 7 | 5 |

| 34 | 17 |

|  | 10 |  | 5 | 14 | 6 | 5 | 7 |

| 37 | 14 |

| 3 | 8 | 2 | 3 | 12 | 5 | 5 | 5 |

| 33 | 10 |

| 2 | 8 | 2 | 7 | 10 | 4 | 4 | 6 |

| 28 | 15 |

### Vänorter
Karleby har följande vänorter:
- Ambla, Estland
- Averøy kommun, Norge
- Boldog, Ungern
- Fredericia kommun, Danmark
- Fitchburg, USA
- Fushun, Kina
- Hatvan, Ungern
- Härnösands kommun, Sverige
- Järva-Jaani, Estland
- Kristiansunds kommun, Norge
- Marijampolė, Litauen
- Mörbylånga kommun, Sverige
- Ratingen, Tyskland
- Sudbury, Kanada
- Ullånger, Sverige

## Ekonomi och infrastruktur

### Näringsliv
Karleby hamn är en av de största hamnarna i Finland. I hamnen finns även Boliden AB Kokkola, Europas näst största zinksmältverk. Bland större privatägda företag i Karleby kan nämnas Ahola Transport.

### Gästhamnar i Karleby kommun
- Bodö gästbrygga
- Remmargrundet utfärdshamn
- Tankar gästbrygga
- Repskär utfärdshamn
- Yxpila, Potten gästhamn
- Södra Trutklippan utfärdshamn
- Elba gästbrygga
- Mustakari gästhamn
- Rövarskär gästbrygga
- Trullön fiskehamn
- Ohtakari gästbrygga

Gästhamnar i Karleby skärgård på Google Maps.

## Demografi

### Befolkningsutveckling
| Befolkningsutvecklingen i Karleby stad 1975–2020                                                             | Befolkningsutvecklingen i Karleby stad 1975–2020 | Befolkningsutvecklingen i Karleby stad 1975–2020 | Befolkningsutvecklingen i Karleby stad 1975–2020 | Befolkningsutvecklingen i Karleby stad 1975–2020 |
| --- | ------------------------------------------------ | ------------------------------------------------ | ------------------------------------------------ | ------------------------------------------------ |
| |                                                  |                                                  |                                                  |                                                  |
| År |                                                  |                                                  | Folkmängd                                        |                                                  |
| 1975 | 1975                                             |                                                  | 40 742                                           |                                                  |
| 1980 | 1980                                             |                                                  | 41 848                                           |                                                  |
| 1985 | 1985                                             |                                                  | 42 872                                           |                                                  |
| 1990 | 1990                                             |                                                  | 43 267                                           |                                                  |
| 1995 | 1995                                             |                                                  | 44 441                                           |                                                  |
| 2000 | 2000                                             |                                                  | 44 182                                           |                                                  |
| 2005 | 2005                                             |                                                  | 44 627                                           |                                                  |
| 2010 | 2010                                             |                                                  | 46 260                                           |                                                  |
| 2015 | 2015                                             |                                                  | 47 570                                           |                                                  |
| 2020 | 2020                                             |                                                  | 47 772                                           |                                                  |
| Anm: Uppgifterna avser förhållandena den 31 december nämnda år enligt områdesindelningen den 1 januari 2022. |                                                  |                                                  |                                                  |                                                  |

### Språk
Befolkningen efter språk (modersmål) den 31 december 2022. Finska, svenska och samiska räknas som inhemska språk då de har officiell status i landet. Resten av språken räknas som främmande. För språk med färre än 10 talare är siffran dold av Statistikcentralen på grund av sekretesskäl. Språk med färre än 50 talare har räknats ihop för att minska tabellens storlek.
| Språk                                       | Talare 2022-12-31 | Talare 2022-12-31 |
| Språk                                       | Antal             | Andel (%)         |
| ------------------------------------------- | ----------------- | ----------------- |
| Hela befolkningen                           | 48 006            | 100,0             |
| Inhemska språk totalt                       | 45 990            | 95,8              |
| Finska                                      | 40 113            | 83,6              |
| Svenska                                     | 5 876             | 12,2              |
| Samiska                                     | 1                 | 0,0               |
| Främmande språk totalt                      | 2 016             | 4,2               |
| Ryska                                       | 283               | 0,6               |
| Annat språk                                 | 215               | 0,4               |
| Arabiska                                    | 169               | 0,4               |
| Engelska                                    | 168               | 0,3               |
| Kinesiska                                   | 121               | 0,3               |
| Thailändska                                 | 101               | 0,2               |
| Vietnamesiska                               | 96                | 0,2               |
| Nepali                                      | 72                | 0,1               |
| Bengali                                     | 68                | 0,1               |
| Estniska                                    | 67                | 0,1               |
| Kurdiska                                    | 55                | 0,1               |
| Ukrainska                                   | 53                | 0,1               |
| Språk med färre än 50 talare men fler än 10 | 432               | 0,9               |
| Språk med färre än 10 talare                | 116               | 0,2               |

|  | Finska (83,6 %) |

|  | Svenska (12,2 %) |

|  | Samiska (0,0 %) |

|  | Främmande språk (4,2 %) |

|  | Finska (83,6 %) |

|  | Svenska (12,2 %) |

|  | Samiska (0,0 %) |

|  | Främmande språk (4,2 %) |

## Kultur

### Tidningar
- Österbottens Tidning (dagstidning)
- Keskipohjanmaa (dagstidning)
- Kokkola-lehti (veckotidning)

### Kända personer från Karleby
- Anders Chydenius (1729–1803)
- Hildur Ottelin (1866–1927)
- Otto Donner (1835-1909)

## Bildgalleri

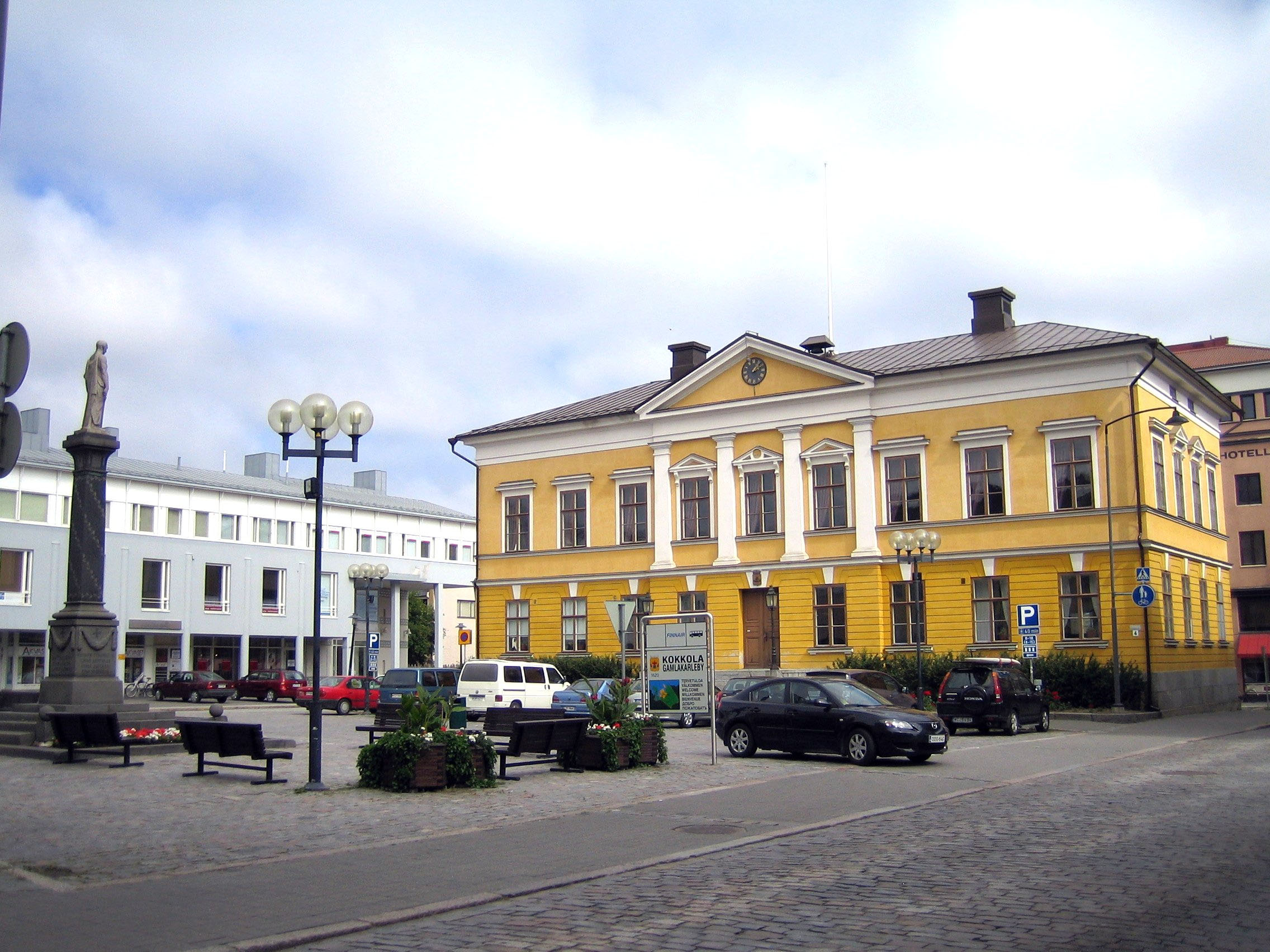
Karleby rådhus.
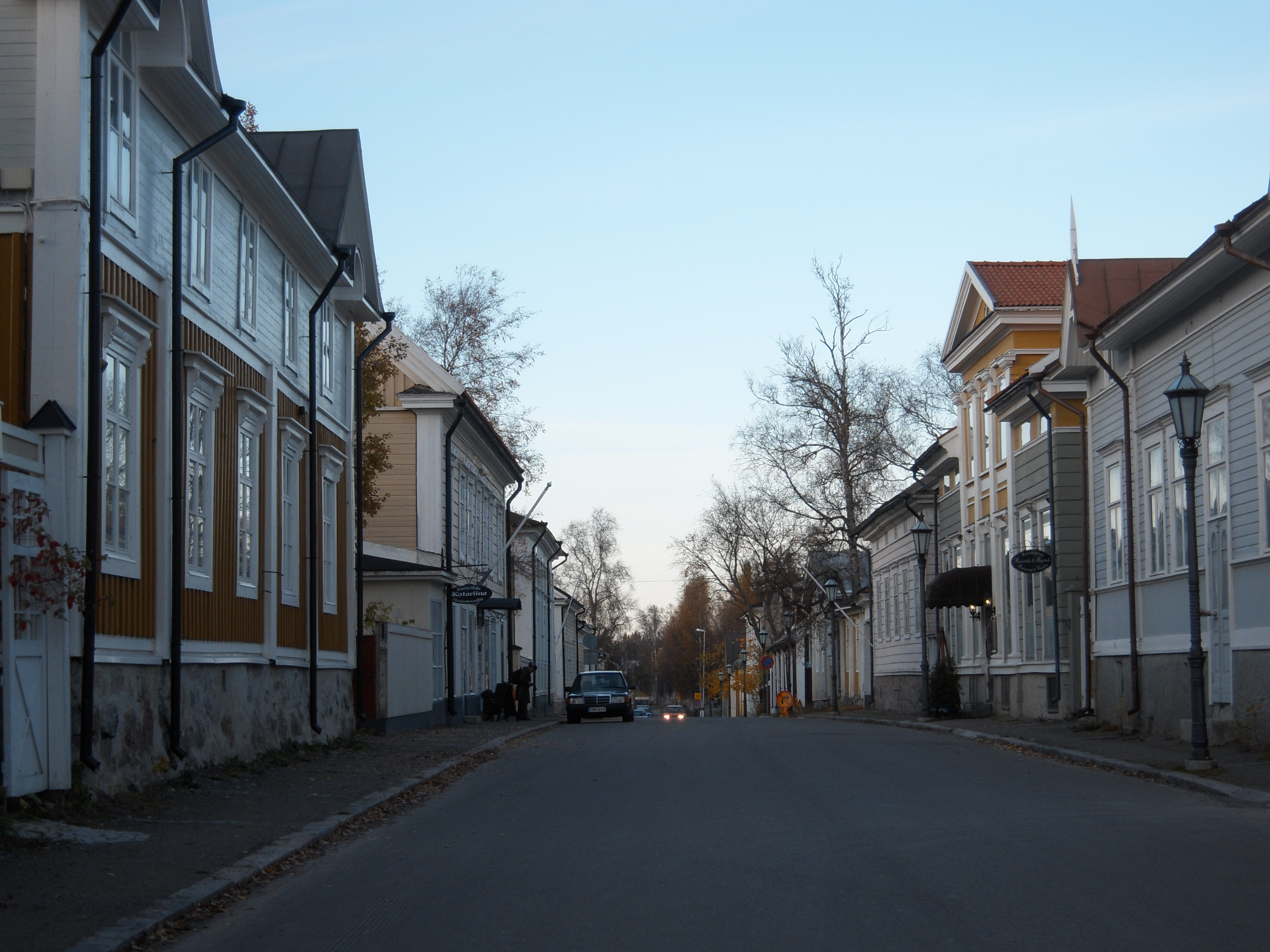
Neristan i Karleby.
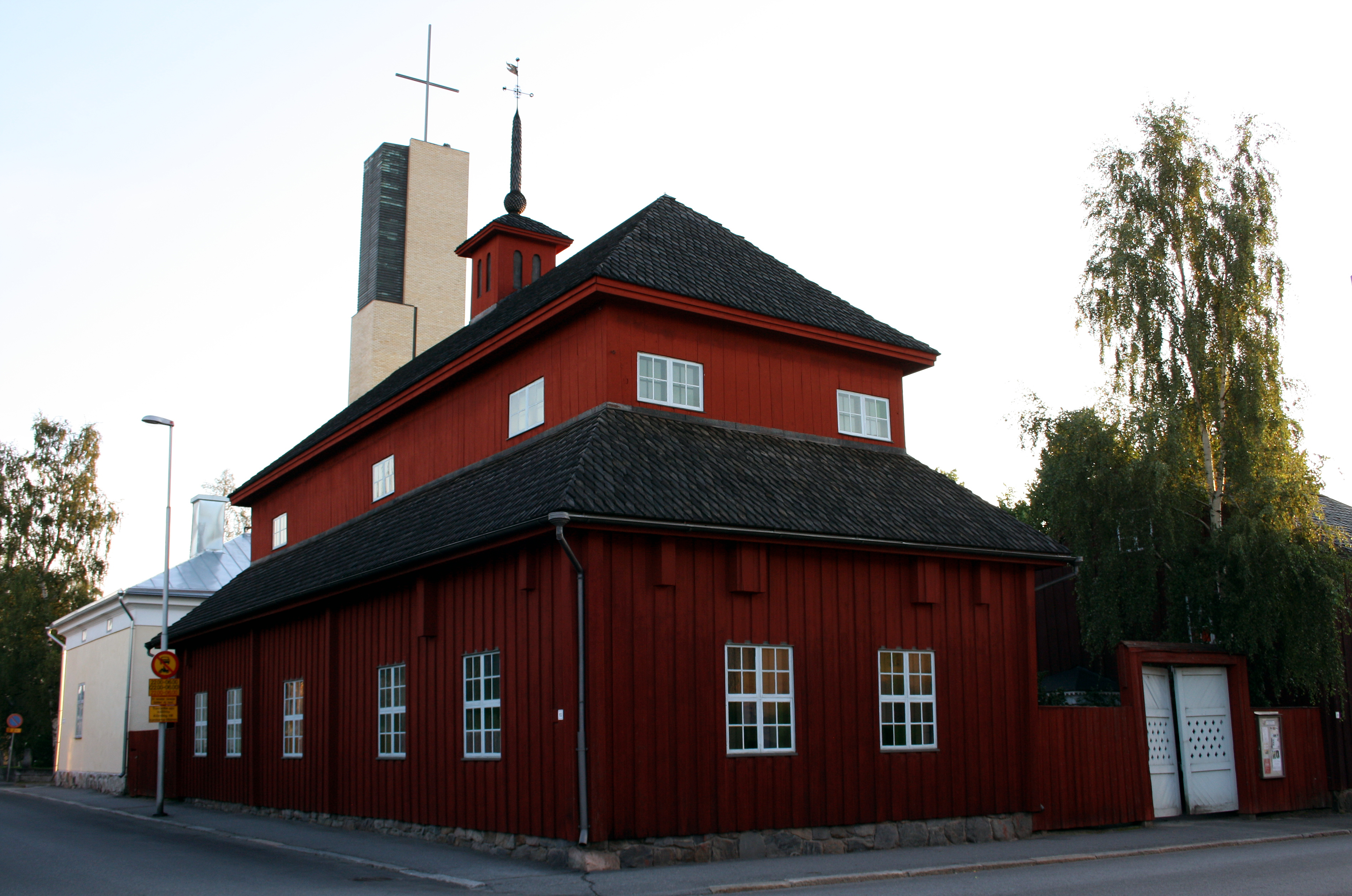
Pedagogiet byggdes år 1696.
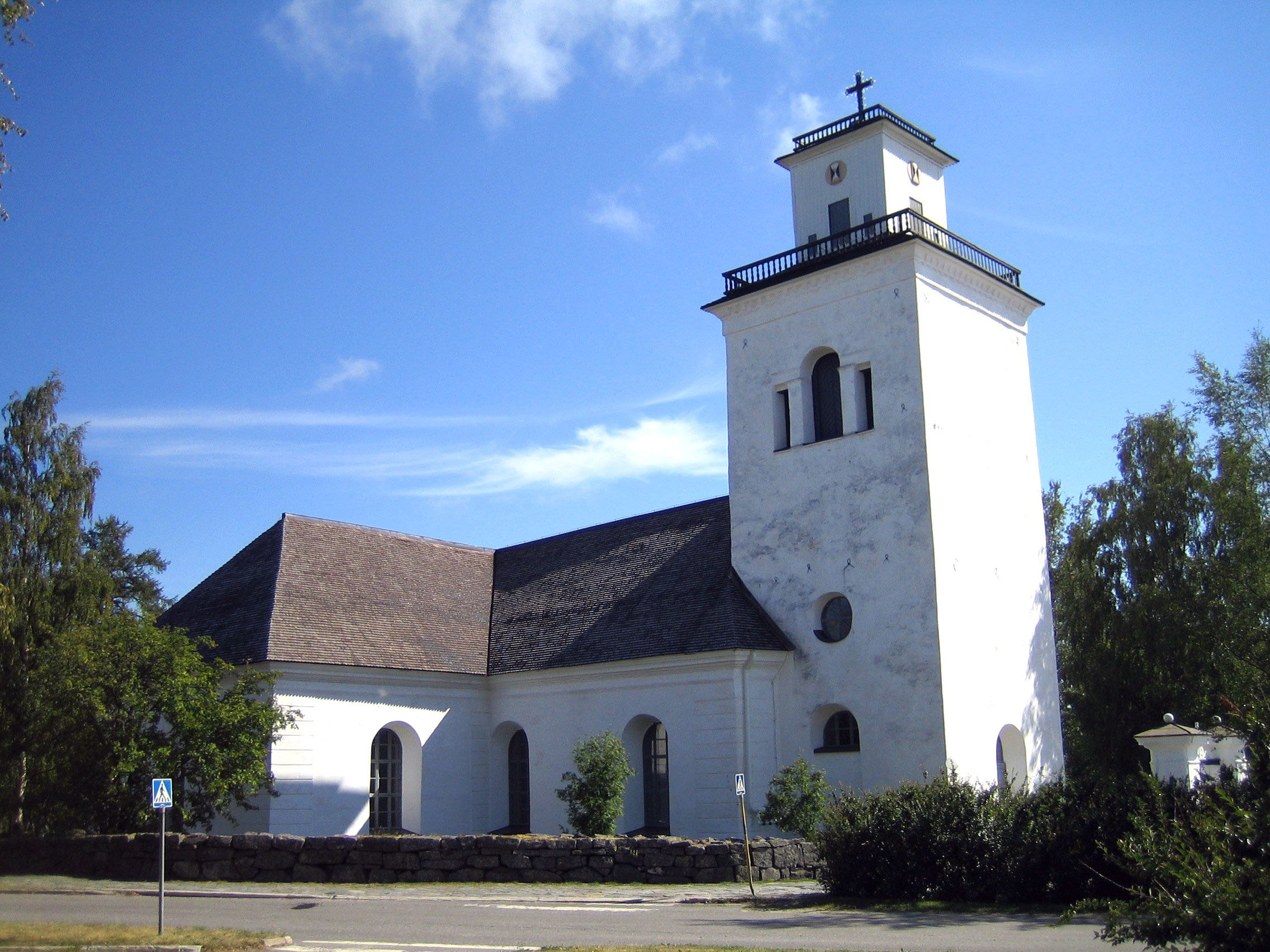
Karleby sockenkyrka stod klar ca 1460.